# John Oliver
John Oliver (Birmingham, 23 april 1977) is een Brits-Amerikaanse komiek, acteur en televisiepresentator. Hij werkte van 2006 tot 2013 mee aan het satirische nieuwsprogramma The Daily Show with Jon Stewart. In 2013 was hij acht weken gastpresentator van het programma. Sinds 2014 presenteert hij voor HBO het satirische programma Last Week Tonight. Daarnaast had Oliver ook een rol in de Amerikaanse sitcom Community.

## Levensloop

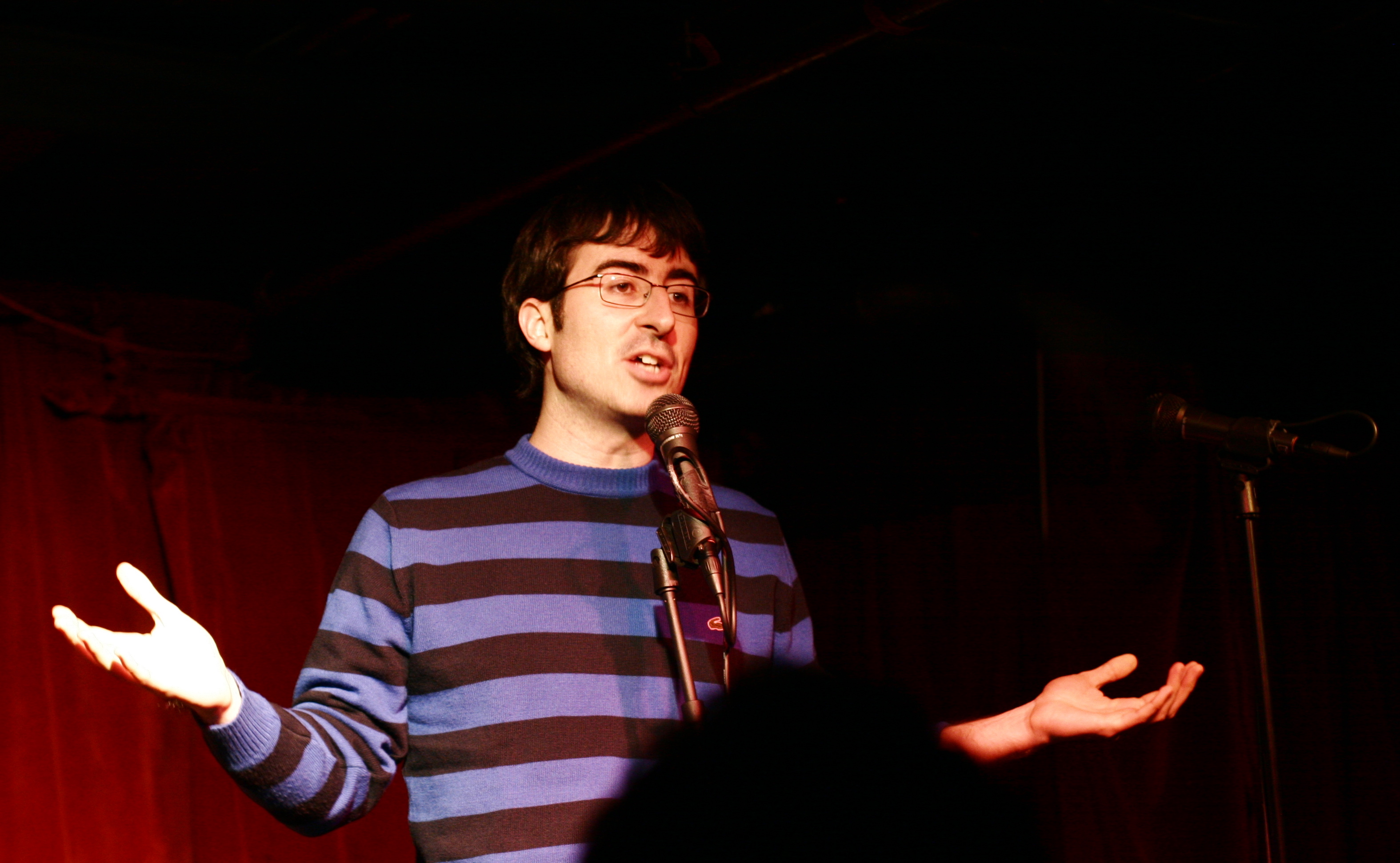
Oliver in 2007

John Oliver werd geboren in Birmingham. Zijn ouders waren leerkrachten uit Liverpool en zelf is hij een fervent supporter van voetbalclub Liverpool FC. In de jaren 1990 was hij net als Richard Ayoade en David Mitchell lid van Cambridge Footlights, een komisch theatergezelschap van de Universiteit van Cambridge. Oliver studeerde in 1998 af in de richting Engels.

### Stand-upcomedy
Na zijn studie begon Oliver aan een carrière als stand-upcomedian. In 2001 nam hij met The Comedy Zone voor het eerst deel aan het kunstfestival Edinburgh Fringe. Zijn eerste solo-optreden op het festival volgde een jaar later. In 2004 keerde hij terug met Political Animal, dat hij samen met collega Andy Zaltzman bracht. Die show werd enkele jaren later omgevormd tot een radioprogramma voor BBC Radio 4. Vanaf 2007 presenteerden Zaltzman en Oliver ook de satirische podcast The Bugle.
In 2008 kreeg Oliver op Comedy Central zijn eerste comedy-special John Oliver: Terrifying Times, dat later ook op dvd werd uitgebracht. Sinds 2010 presenteert hij op Comedy Central John Oliver's New York Stand-Up Show, waarin zowel hij als andere stand-upcomedians aan bod komen.

### The Daily Show
In 2006 verhuisde Oliver naar New York voor het Amerikaanse tv-programma The Daily Show with Jon Stewart. Het was komiek Ricky Gervais die hem bij de makers van het programma had aangeraden. Gervais had Oliver nog nooit ontmoet, maar kende zijn werk als stand-upcomedian. Oliver werd de Britse correspondent van het satirische nieuwsprogramma. Vanaf 2007 werkte hij ook als schrijver mee aan het programma. 
In de zomer van 2013 begon de populaire presentator Jon Stewart aan de opnames van zijn filmproject Rosewater. Daardoor werd hij bij The Daily Show acht weken lang vervangen door Oliver. De Amerikaanse pers loofde de presentatie van de Brit en doopte hem om tot "de erfgenaam van Jon Stewart".
In december 2013 nam hij afscheid van het programma en kreeg hij op HBO zijn eigen laatavondprogramma, Last Week Tonight.

### Acteerwerk
Na enkele kleine bijrollen in Britse en Amerikaanse tv-producties kreeg Oliver in 2009 een terugkerende rol in de NBC-sitcom Community. Hij vertolkt in de komische serie Ian Duncan, een alcoholverslaafde leraar. Het personage is net als hij een fan van Liverpool FC.
Oliver sprak de stem in van Hippe Smurf in de films De Smurfen (2011), De Smurfen 2 (2013) en The Smurfs: The Legend of Smurfy Hollow (2013). 
Oliver sprak ook de stem in van Zazoe in The Lion King uit 2019.

### Prijzen
Als schrijver van The Daily Show won Oliver drie Emmy Awards (2009, 2011, 2012) en een WGA Award (2010).